# 食蕨
食蕨（学名：Pteridium esculentum）为蕨科蕨属下的一个种。

## 扩展阅读
- 維基物種上的相關：食蕨